# Wandered to LA
Wandered to LA è un singolo del rapper statunitense Juice Wrld e del cantante canadese Justin Bieber, pubblicato il 3 dicembre 2021 tramite le etichette Interscope Records e Grade A Productions come secondo estratto del quarto album in studio di Juice Wrld, Fighting Demons.

## Antefatti
Juice e Bieber hanno scritto il brano assieme ai produttore discografici statunitensi Louis Bell e Bernard Harvey ed al cantautore e produttore Omer Fedi.
Juice Wrld aveva inizialmente dato un'anteprima della canzone nel 2018, quando Bieber non era ancora stato incluso.

## Composizione e testi
Nella canzone, Juice Wrld esprime il suo amore per il consumo di droghe, mentre Bieber canta dei suoi sforzi per far funzionare una relazione.

## Pubblicazione e promozione
Il 2 dicembre 2021 io team di Juice Wrld annuncia l'imminente pubblicazione del singolo assieme a Justin Bieber. Nello stesso giorno è anche stato pubblicato un trailer che vedeva Bieber e Juice parlare delle loro rispettive dipendenze dalle droghe.

## Video musicale
Il video musicale è stato reso disponibile lo stesso giorno della pubblicazione del singolo. Il video consiste semplicemente in una versione animata della copertina del singolo.

## Classifiche
| Classifica (2021-2022) | Posizione maggiore |
| ---------------------- | ------------------ |
| Australia              | 44                 |
| Canada                 | 29                 |
| Germania               | 89                 |
| Mondo                  | 44                 |
| Grecia                 | 59                 |
| Irlanda                | 45                 |
| Giappone               | 20                 |
| Lituania               | 71                 |
| Paesi Bassi            | 89                 |
| Nuova Zelanda          | 4                  |
| Portogallo             | 79                 |
| Sudafrica              | 78                 |
| Svezia                 | 3                  |
| Svizzera               | 73                 |
| Regno Unito            | 59                 |
| Stati Uniti            | 49                 |